# Salawati
Salawati is een eiland in de Indonesische provincie West-Papoea. Het is 1632 km² groot en het hoogste punt is 700 m. Het ligt iets ten westen van de Vogelkop in het uiterste westen van Nieuw-Guinea.

## Fauna
De volgende zoogdieren komen er voor:
- Wild zwijn (Sus scrofa) (geïntroduceerd)
- Zwarte rat (Rattus rattus) (geïntroduceerd)
- Zaglossus bruijnii
- Myoictis melas
- Echymipera kalubu
- Dendrolagus inustus
- Dorcopsis muelleri
- Phalanger orientalis
- Spilocuscus maculatus
- Petaurus breviceps
- Pseudochirulus canescens
- Hydromys chrysogaster (onzeker)
- Melomys rufescens
- Pogonomelomys bruijni
- Rattus praetor
- Dobsonia magna
- Dobsonia beauforti
- Macroglossus minimus
- Nyctimene aello
- Nyctimene albiventer
- Paranyctimene sp.
- Pteropus conspicillatus
- Pteropus macrotis
- Rousettus amplexicaudatus
- Syconycteris australis
- Emballonura nigrescens
- Nyctophilus microtis
- Pipistrellus papuanus